# Électronégativité

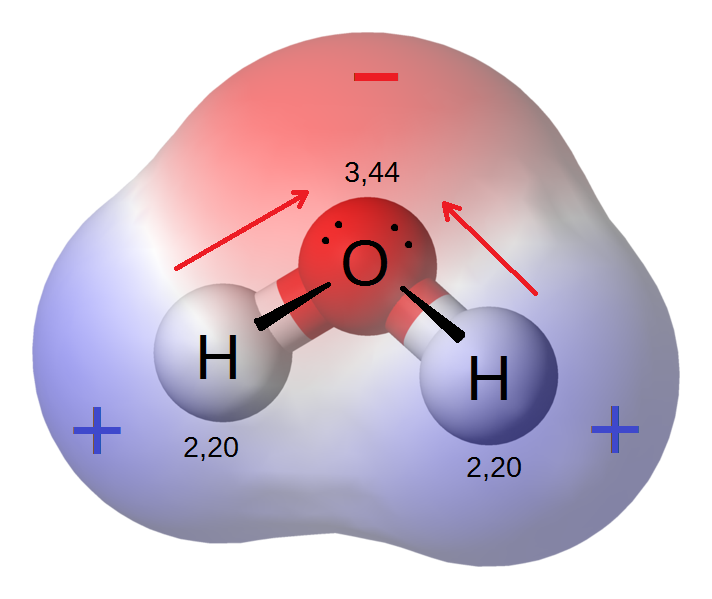
Dipôle permanent de la molécule d'eau.

 (novembre 2019).
En chimie, l'électronégativité d'un atome est une grandeur physique qui caractérise sa capacité à attirer le doublet d'électrons partagés lors de la formation d'une liaison chimique covalente avec un autre atome. La différence d'électronégativité entre ces deux atomes détermine la nature de la liaison : liaison covalente apolaire lorsque la différence est nulle ou faible, liaison covalente polaire quand la différence est moyenne, et liaison ionique quand la différence est tellement forte qu'un des atomes a attiré complètement, ou presque, les électrons de la liaison. Dans le dernier cas les atomes sont devenus des ions et portent des charges électriques entières, ou presque. La notion d'électronégativité, qui décrit le comportement des électrons dans une liaison chimique, ne doit pas être confondue avec celle d'affinité électronique.
Le concept d’électronégativité est introduit pour la première fois par Jöns Jacob Berzelius en 1835. Par la suite, Linus Pauling améliore ce concept et en déduit que l’électronégativité repose plutôt sur l’existence des liaisons ioniques et covalentes, contrairement à ce que Berzelius avait trouvé auparavant.
L'électronégativité est notée {\displaystyle \chi _{\text{X}}} où {\displaystyle {\rm {X}}} est le symbole de l'élément considéré. Plus {\displaystyle \chi _{\text{X}}} est grand et plus l'élément est susceptible d'attirer des électrons à lui dans une liaison chimique.

## Électropositivité
Le terme d'électropositivité est parfois employé comme l'opposé de l'électronégativité. C'est-à-dire que plus un atome est électropositif, moins il est électronégatif. Néanmoins, ces deux termes renvoient au même concept d'électronégativité, ce qui fait que les mots « électropositif » ou « électropositivité » sont d'une utilité très limitée. Un atome est dit électropositif quand il tend à perdre facilement un ou plusieurs électrons pour se transformer en cation. Par exemple, les métaux alcalins sont très électropositifs par rapport aux autres métaux.

## Électronégativité et types de liaisons chimiques
Pour calculer les écarts d’électronégativité des éléments, l’échelle de Pauling est généralement la plus utilisée. Dans le tableau périodique, l’électronégativité augmente
de gauche à droite le long d’une période et de bas en haut le long d’une famille. Ainsi le fluor, en haut à droite du tableau périodique, est l'élément le plus électronégatif avec une valeur de 3,98 tandis que le francium, en bas à gauche, est le moins électronégatif avec une valeur de 0,7. Les différences d’électronégativité permettent d’identifier les liaisons covalentes non polarisées, les liaisons covalentes polarisées et les liaisons de coordinence (ou coordination). L’électronégativité permet d’identifier les charges partielles des atomes d’une molécule donnée. Les symboles δ+ et δ- représentent respectivement les charges partielles positives et
négatives d’une liaison dont l'atome le plus électronégatif porte la charge partielle négative.
Il y a trois types de liaisons covalentes :
- le premier type est la liaison covalente non polarisée qui possède un nuage électronique relativement symétrique. Dans ce cas, l’attraction des électrons vers les noyaux des deux atomes en question est approximativement égale. Cela correspond à une différence d’électronégativité ΔΕn ≤ 0,4 (voir l'article sur la polarité chimique)  ;

- le deuxième type est la liaison covalente polarisée (0,4 < ΔΕn < 1,7, voir la polarité chimique). Une molécule est polaire si elle possède un moment dipolaire. Un moment dipolaire est une représentation vectorielle de la répartition des charges partielles sur une distance donnée. Cette liaison possède une distribution de charges inégales entre les deux atomes qui la forment en raison de la différence d’électronégativité de ses atomes. Le moment dipolaire est représenté par un vecteur dont la flèche part de l’atome le moins électronégatif vers l’atome le plus électronégatif. Les symboles δ+ et δ- représentent respectivement les charges partielles positives et négatives de la liaison dont l'atome le plus électronégatif porte la charge partielle négative. Il y a donc une attraction inégale des électrons vers les noyaux des deux atomes. Dans ce type de liaison, le nuage électronique n’est pas symétrique comme le premier type de liaison ;

- le dernier type de liaison covalente est celui de coordinence. Dans ce type de liaison covalente, il y a un partage d’électrons entre deux atomes. Par contre, le doublet d’électrons formant la liaison provient d’un seul des deux atomes. Autrement dit, les deux électrons partagés viennent du même atome. Hors du cas particulier des liaisons métalliques, on qualifie parfois ce type de liaison de ionique.

## Échelles d'électronégativité
Il existe plusieurs définitions de l'électronégativité (Pauling, Mulliken, Parr, Allred et Rochow) ce qui a conduit à construire plusieurs échelles.
- Définition de Pauling : la différence d'électronégativité entre les éléments A et B a pour expression

où {\displaystyle E_{\text{AB}}}, {\displaystyle E_{\text{AA}}} et {\displaystyle E_{\text{BB}}} sont les énergies de liaison des molécules diatomiques A-B, A-A et B-B.
Le coefficient 0,102 provient de l'unité utilisée pour les valeurs d'énergies (initialement en eV) qui doivent, dans cette formule, être exprimées en kJ mol−1.
La moyenne des énergies {\displaystyle E_{\text{AA}}} et {\displaystyle E_{\text{BB}}} est souvent une moyenne géométrique (comme ici), mais certains auteurs utilisent la moyenne arithmétique.
Cette définition ne donne que la différence entre deux électronégativités. On a donc besoin d'une origine qui a été fixée arbitrairement en donnant la valeur de 2,1 à l’électronégativité de l’hydrogène.
- Définition de Mulliken : l'électronégativité d'un élément est le produit de la moyenne de son affinité électronique Ae et de son énergie d'ionisation EI avec un coefficient alpha=0,317 eV−1 :

L'intérêt de l'échelle de Mulliken, par rapport à celle de Pauling, est d'utiliser des grandeurs atomiques, indépendantes de l'environnement chimique. Elle permet ainsi de déterminer l'électronégativité des gaz nobles, ce que Pauling n'avait pu faire.
- Définition d'Allred et Rochow : l'électronégativité d'un élément a pour expression

où {\displaystyle Z_{\mathrm {eff} }} est la charge effective du noyau, {\displaystyle e} la charge élémentaire et {\displaystyle r_{\mathrm {cov} }} le rayon covalent de l'élément
- Définition de Parr : l'électronégativité est l'opposée de la dérivée de l'énergie de l'atome par rapport au nombre d'électrons

Les échelles d'électronégativité les plus utilisées sont l'échelle de Mulliken, l'échelle d'Allred-Rochow et l'échelle de Pauling.
Les électronégativités des atomes impliqués dans une liaison tendent à être égales (principe d'égalisation des électronégativités de Sanderson, 1951). L'égalisation des électronégativités est réalisée par le transfert de densité électronique vers l'atome le plus électronégatif.
L'électronégativité permet d'estimer le caractère ionique d'une liaison à l'aide de la relation de Pauling
ou de celle de Haney et Smith
L'électronégativité est également la notion à l'origine de la polarité de certaines molécules. En effet, dans une molécule, lorsque les atomes de part et d'autre de la liaison covalente ont des électronégativités différentes, l'atome le plus électronégatif attire davantage les électrons. Le barycentre des charges positives n'est donc pas confondu avec le barycentre des charges négatives. La molécule reste globalement neutre mais un champ électrique apparaît au sein de celle-ci, on dit que la liaison est polarisée ou que la molécule est polaire.
Les éléments dont l'électronégativité est faible sont fréquemment dits électropositifs.

## Tableau (échelle de Pauling)
L'électronégativité des éléments chimiques d'un même groupe du tableau périodique (c'est-à-dire d'une même colonne du tableau périodique) a tendance à décroître lorsque le numéro atomique croît, car le noyau atomique tend alors à « s'éloigner » des électrons de valence, qui sont davantage écrantés par les électrons de cœur. En revanche, l'électronégativité des éléments d'une même période du tableau périodique a tendance à croître avec le numéro atomique, car la charge électrique du noyau atomique (nombre de protons) augmente et interagit davantage avec les électrons de valence. Le minimum est donc à rechercher en bas à gauche du tableau (au niveau du francium) tandis que le maximum se trouve en haut à droite (au niveau du fluor).
| H 2,2   |         |    |         |         |         |         |         |         |         |         |         |         |         |         |         |         |         | He     |
| Li 0,98 | Be 1,57 |    |         |         |         |         |         |         |         |         |         |         | B 2,04  | C 2,55  | N 3,04  | O 3,44  | F 3,98  | Ne     |
| Na 0,93 | Mg 1,31 |    |         |         |         |         |         |         |         |         |         |         | Al 1,61 | Si 1,9  | P 2,19  | S 2,58  | Cl 3,16 | Ar     |
| K 0,82  | Ca 1    |    | Sc 1,36 | Ti 1,54 | V 1,63  | Cr 1,66 | Mn 1,55 | Fe 1,83 | Co 1,88 | Ni 1,91 | Cu 1,9  | Zn 1,65 | Ga 1,81 | Ge 2,01 | As 2,18 | Se 2,55 | Br 2,96 | Kr 3   |
| Rb 0,82 | Sr 0,95 |    | Y 1,22  | Zr 1,33 | Nb 1,6  | Mo 2,16 | Tc 1,9  | Ru 2,2  | Rh 2,28 | Pd 2,2  | Ag 1,93 | Cd 1,69 | In 1,78 | Sn 1,96 | Sb 2,05 | Te 2,1  | I 2,66  | Xe 2,6 |
| Cs 0,79 | Ba 0,89 | *  | Lu 1,27 | Hf 1,3  | Ta 1,5  | W 2,36  | Re 1,9  | Os 2,2  | Ir 2,2  | Pt 2,28 | Au 2,54 | Hg 2    | Tl 1,62 | Pb 1,87 | Bi 2,02 | Po 2    | At 2,2  | Rn 2,2 |
| Fr 0,7  | Ra 0,9  | ** | Lr 1,3  | Rf      | Db      | Sg      | Bh      | Hs      | Mt      | Ds      | Rg      | Cn      | Nh      | Fl      | Mc      | Lv      | Ts      | Og     |
|         |         | ↓  |         |         |         |         |         |         |         |         |         |         |         |         |         |         |         |        |
|         |         | *  | La 1,1  | Ce 1,12 | Pr 1,13 | Nd 1,14 | Pm 1,13 | Sm 1,17 | Eu 1,2  | Gd 1,2  | Tb 1,2  | Dy 1,22 | Ho 1,23 | Er 1,24 | Tm 1,25 | Yb 1,1  |         |        |
|         |         | ** | Ac 1,1  | Th 1,3  | Pa 1,5  | U 1,38  | Np 1,36 | Pu 1,28 | Am 1,13 | Cm 1,28 | Bk 1,3  | Cf 1,3  | Es 1,3  | Fm 1,3  | Md 1,3  | No 1,3  |         |        |